# Jedlnia Kościelna
Jedlnia Kościelna – przystanek kolejowy w Sokołach, w woj. mazowieckim, w Polsce.

## Ruch pasażerski
| Rok  | Wymiana pasażerska na dobę |
| ---- | -------------------------- |
| 2017 | 20-49                      |
| 2022 | 20-49                      |